# Lista de prefeitos de Marabá
Este anexo é a lista de prefeitos de Marabá, que mostra todos os prefeitos que governaram o município brasileiro de Marabá desde 1913.
Em duas ocasiões anteriores a 1913, Marabá teve autonomia administrativa reconhecida. A primeira dessas ocasiões foi entre 1808 e 1810, em que foi fundada a freguesia de São João das Duas Barras (por vezes mencionada como Barra do Tacay-Una), mas não há registros conhecidos indicando a existência de "presidentes de conselho paroquial". Em 1908 Marabá foi anexada ao Goyaz e elevado á categoria de comarca, sendo nomeado Antonio Maia para ocupar a função de juiz desta, e Norberto de Melo como chefe da coletoria. Embora ambos os casos estejam registrados na história, não se considera que houve um representante que ocupasse as funções administrativas municipais.
O primeiro chefe do executivo de Marabá foi Antonio da Rocha Maia. No mesmo decreto de criação do município, o governador Enéas Martins nomeou Maia para o cargo de Presidente da Comissão Administrativa de Marabá. Um ano depois, em 1914, Maia foi eleito intendente municipal (cargo que corresponde ao de Prefeito).
Durante a era Vargas os prefeitos do município foram diretamente indicados pelo governo estadual. Da mesma forma ocorreu durante o regime militar instalado pelo golpe de 1964. Em 30 de outubro de 1970, o então presidente Emílio Garrastazu Médici assinou o decreto-lei nº 1.131, que transformou o município em Área de Segurança Nacional.
Em 1985 Marabá deixa de ser área de Segurança Nacional e na eleição para prefeito - a primeira eleição direta realizada sob a égide da Nova República - Hamilton Bezerra (PMDB) derrota Vavá Mutran (PDS), cessando uma longa hegemonia na política local, da chamada "oligarquia da castanha". Tal fato aconteceu devido o apoio de boa parte das lideranças camponesas, do então governador Jader Barbalho e de movimentos sociais.

## Chefes do executivo municipal antes de 1913
| Intendente geral | Intendente geral              | Intendente geral  | Intendente geral    | Intendente geral        | Intendente geral                                            |
| ---------------- | ----------------------------- | ----------------- | ------------------- | ----------------------- | ----------------------------------------------------------- |
| Nº               | Nome                          | Partido           | Início do mandato   | Fim do mandato          | Observações                                                 |
| 1                | Manuel Inácio de Melo e Sousa | Partido Português | 18 de março de 1809 | 25 de fevereiro de 1814 | Intendente-geral, nomeado pelo ouvidor da capitania-comarca |

| Líder do governo provisório municipal | Líder do governo provisório municipal | Líder do governo provisório municipal | Líder do governo provisório municipal | Líder do governo provisório municipal | Líder do governo provisório municipal                                   |
| ------------------------------------- | ------------------------------------- | ------------------------------------- | ------------------------------------- | ------------------------------------- | ----------------------------------------------------------------------- |
| Nº                                    | Nome                                  | Partido                               | Início do mandato                     | Fim do mandato                        | Observações                                                             |
| 2                                     | Norberto da Silva Mello               | Republicanos-Facção Pró-Leda          | 9 de abril de 1908                    | 11 de setembro de 1908                | Líder do governo provisório municipal durante a 2ª revolta de Boa Vista |

## Presidentes, prefeitos, intendentes e interventores após 1913
| Presidente da Comissão Administrativa | Presidente da Comissão Administrativa | Presidente da Comissão Administrativa | Presidente da Comissão Administrativa | Presidente da Comissão Administrativa | Presidente da Comissão Administrativa |
| ------------------------------------- | ------------------------------------- | ------------------------------------- | ------------------------------------- | ------------------------------------- | --- |
| Nº                                    | Nome                                  | Partido                               | Início do mandato                     | Fim do mandato                        | Observações |
| 3                                     | Antônio da Rocha Maia                 | Partido Republicano Paraense          | 27 de fevereiro de 1913               | 16 de novembro de 1914                | Vogal nomeado pelo presidente do estado do Pará como Presidente da Comissão Administrativa, acumulando também a de presidente da câmara de vogais. |

| Intendentes | Intendentes               | Intendentes                              | Intendentes            | Intendentes            | Intendentes                                  |
| ----------- | ------------------------- | ---------------------------------------- | ---------------------- | ---------------------- | -------------------------------------------- |
| Nº          | Nome                      | Partido                                  | Início do mandato      | Fim do mandato         | Observações                                  |
| 4           | Antônio da Rocha Maia     | Partido Republicano Paraense             | 16 de novembro de 1914 | 15 de agosto de 1917   | Primeiro intendente eleito pelo voto popular |
| 5           | Pedro Peres Fontenelle    | Partido Republicano Paraense             | 15 de agosto de 1917   | 28 de julho de 1919    | Intendente eleito                            |
| 6           | João Anastácio de Queiroz | Partido Republicano Federal - Seção Pará | 28 de julho de 1919    | 13 de outubro de 1921  | Intendente nomeado pelo presidente do estado |
| —           | João Anastácio de Queiroz | Partido Republicano Federal - Seção Pará | 13 de outubro de 1921  | 27 de outubro de 1923  | Intendente reeleito                          |
| —           | João Anastácio de Queiroz | Partido Republicano Federal - Seção Pará | 27 de outubro de 1923  | 11 de novembro de 1930 | Intendente reeleito                          |

| Interventores | Interventores                    | Interventores   | Interventores           | Interventores           | Interventores                                                                                     |
| ------------- | -------------------------------- | --------------- | ----------------------- | ----------------------- | ------------------------------------------------------------------------------------------------- |
| Nº            | Nome                             | Partido         | Início do mandato       | Fim do mandato          | Observações                                                                                       |
| 7             | Acindino Monteiro Nunes          | Aliança Liberal | 11 de novembro de 1930  | 11 de março de 1932     | Interventor municipal nomeado pela Junta governativa paraense de 1930                             |
| 8             | Francisco de Souza Ramos         | Aliança Liberal | 11 de março de 1932     | 5 de setembro de 1933   | Interventor municipal nomeado pelo interventor estadual Joaquim de Magalhães Cardoso Barata       |
| 9             | João Rodrigues Coelho            | Aliança Liberal | 5 de setembro de 1933   | 16 de março de 1934     | Interventor municipal nomeado pelo interventor estadual Joaquim de Magalhães Cardoso Barata       |
| 10            | Carlos Augusto de Mendonça       | Aliança Liberal | 16 de março de 1934     | 13 de abril de 1935     | Interventor municipal nomeado pelo interventor estadual Joaquim de Magalhães Cardoso Barata       |
| 11            | Francisco de Souza Ramos         | —               | 13 de abril de 1935     | 7 de janeiro de 1937    | Interventor municipal nomeado pelo interventor estadual Roberto Carlos Vasco Carneiro de Mendonça |
| 12            | Augusto de Figueiredo Dias       | —               | 8 de janeiro de 1937    | 14 de outubro de 1939   |                                                                                                   |
| 13            | José Oscar de Mendonça Virgulino | —               | 15 de outubro de 1939   | 24 de janeiro de 1943   |                                                                                                   |
| 14            | João Anastácio de Queiroz        | —               | 25 de janeiro de 1943   | 1º de janeiro de 1945   | Interventor municipal nomeado pelo interventor estadual Joaquim de Magalhães Cardoso Barata       |
| 15            | Antônio Vilhena de Souza         | —               | 1º de janeiro de 1945   | 17 de novembro de 1945  | Interventor municipal nomeado pelo interventor estadual Joaquim de Magalhães Cardoso Barata       |
| 16            | Bartolomeu de Gonzaga Igreja     | PTB             | 17 de novembro de 1945  | 17 de fevereiro de 1946 | Interventor municipal nomeado pelo interventor estadual Joaquim de Magalhães Cardoso Barata       |
| —             | Manoel Pedro de Oliveira         | —               | 17 de fevereiro de 1946 | 19 de fevereiro de 1946 | Prefeito interino por 48 horas                                                                    |
| 17            | Mario Mazzine                    | —               | 19 de fevereiro de 1946 | 5 de novembro de 1946   |                                                                                                   |
| 18            | Sérvulo de Ferreira Brito        | —               | 6 de novembro de 1946   | 30 de janeiro de 1948   |                                                                                                   |
| 19            | Alfredo Rodrigues de Monção      | PSD             | 31 de janeiro de 1948   | 30 de janeiro de 1950   | 1° Prefeito eleito                                                                                |

| Prefeitos | Prefeitos                         | Prefeitos | Prefeitos               | Prefeitos               | Prefeitos                                                                               |
| --------- | --------------------------------- | --------- | ----------------------- | ----------------------- | --------------------------------------------------------------------------------------- |
| Nº        | Nome                              | Partido   | Início do mandato       | Fim do mandato          | Observações                                                                             |
| 20        | Antônio Vilhena de Souza          | PSD       | 31 de janeiro de 1950   | 30 de janeiro de 1954   | Prefeito eleito                                                                         |
| 21        | Pedro Carneiro de Morais e Silva  | PSD       | 31 de janeiro de 1954   | 30 de janeiro de 1958   | Prefeito eleito                                                                         |
| 22        | Nagib Mutran                      | UDN       | 31 de janeiro de 1958   | 30 de janeiro de 1962   | Prefeito eleito                                                                         |
| 23        | Pedro Marinho de Oliveira         | UDN       | 31 de janeiro de 1962   | 30 de janeiro de 1966   | Prefeito eleito                                                                         |
| 24        | Leonel Mendonça Vergolino         | ARENA     | 31 de janeiro de 1966   | 2 de dezembro de 1970   | Prefeito eleito                                                                         |
| —         | Leonel Mendonça Vergolino         | ARENA     | 2 de dezembro de 1970   | 17 de fevereiro de 1971 | Prefeito nomeado                                                                        |
| 25        | Elmano de Moura Melo              | ARENA     | 17 de fevereiro de 1971 | 21 de janeiro de 1972   | Prefeito nomeado                                                                        |
| 26        | Pedro Marinho de Oliveira         | ARENA     | 22 de janeiro de 1972   | 11 de fevereiro de 1974 | Prefeito nomeado                                                                        |
| 27        | Haroldo da Costa Bezerra Pinheiro | ARENA     | 12 de fevereiro de 1974 | 11 de março de 1979     | Prefeito nomeado                                                                        |
| 28        | Benedito Orlando de Farias Aguiar | ARENA     | 12 de março de 1979     | 17 de outubro de 1981   | Prefeito nomeado                                                                        |
| 29        | Samuel Rodrigues de Monção        | ARENA     | 18 de outubro de 1981   | 13 de julho de 1982     | Prefeito nomeado                                                                        |
| 30        | Paulo Bosco Rodrigues Jadão       | PDS       | 14 de julho de 1982     | 31 de dezembro de 1985  | Prefeito nomeado                                                                        |
| 31        | Hamilton de Brito Bezerra         | PMDB      | 1º de janeiro de 1986   | 31 de dezembro de 1988  | Prefeito eleito                                                                         |
| 32        | Nagib Mutran Neto                 | PDC       | 1º de janeiro de 1989   | 16 de novembro de 1992  | Prefeito eleito cassado por decisão judicial                                            |
| 33        | Haroldo da Costa Bezerra Pinheiro | PMDB      | 16 de novembro de 1992  | 31 de dezembro de 1992  | Vice-prefeito assume cargo de Prefeito, após cassação do titular                        |
| 33        | Haroldo da Costa Bezerra Pinheiro | PMDB      | 1º de janeiro de 1993   | 31 de dezembro de 1996  | Prefeito eleito                                                                         |
| 34        | Geraldo Mendes de Castro Veloso   | PFL       | 1º de janeiro de 1997   | 31 de dezembro de 2000  | Prefeito eleito                                                                         |
| 34        | Geraldo Mendes de Castro Veloso   | PSDB      | 1º de janeiro de 2001   | 2 de fevereiro de 2002  | Prefeito reeleito falecido durante o mandato                                            |
| 35        | Sebastião Miranda Filho           | PTB       | 2 de fevereiro de 2002  | 6 de fevereiro de 2002  | Vice-prefeito interino no cargo de Prefeito                                             |
| 35        | Sebastião Miranda Filho           | PTB       | 6 de fevereiro de 2002  | 31 de dezembro de 2004  | Vice-prefeito eleito no cargo de Prefeito pela câmara                                   |
| 35        | Sebastião Miranda Filho           | PTB       | 1º de janeiro de 2005   | 21 de janeiro de 2005   | Prefeito reeleito                                                                       |
| —         | Maurino Magalhães de Lima         | PR        | 21 de janeiro de 2005   | 20 de abril de 2005     | Presidente da Câmara Municipal assume interinamente após afastamento de prefeito e vice |
| 36        | Maurino Magalhães de Lima         | PR        | 20 de abril de 2005     | 4 de outubro de 2005    | Presidente da Câmara Municipal, eleito para a função de prefeito pela câmara.           |
| —         | Sebastião Miranda Filho           | PTB       | 5 de outubro de 2005    | 31 de dezembro de 2008  | Prefeito reeleito reempossado ao cargo                                                  |
| 37        | Maurino Magalhães de Lima         | PR        | 1º de janeiro de 2009   | 16 de junho de 2010     | Prefeito eleito                                                                         |
| —         | Nagilson Rodrigues Amoury         | PRB       | 16 de junho de 2010     | 23 de junho de 2010     | Vice-prefeito eleito assume funções após afastamento do prefeito                        |
| —         | Maurino Magalhães de Lima         | PR        | 23 de junho de 2010     | 30 de julho de 2010     | Prefeito eleito reassume funções                                                        |
| —         | Júlia Rosa Veloso                 | PDT       | 30 de julho de 2010     | 2 de agosto de 2010     | Presidente da Câmara Municipal assume interinamente após afastamento de prefeito e vice |
| —         | Maurino Magalhães de Lima         | PR        | 2 de agosto de 2010     | 25 de janeiro de 2011   | Prefeito eleito reassume funções                                                        |
| —         | Nagib Mutran Neto                 | PMDB      | 25 de janeiro de 2011   | 1 de fevereiro de 2011  | Presidente da Câmara Municipal assume interinamente após afastamento de prefeito e vice |
| —         | Maurino Magalhães de Lima         | PR        | 1 de fevereiro de 2011  | 4 de outubro de 2012    | Prefeito eleito reassume funções                                                        |
| —         | Nagib Mutran Neto                 | PMDB      | 4 de outubro de 2012    | 5 de outubro de 2012    | Presidente da Câmara Municipal assume interinamente após afastamento de prefeito e vice |
| —         | Maurino Magalhães de Lima         | PR        | 5 de outubro de 2012    | 30 de outubro de 2012   | Prefeito eleito reassume funções                                                        |
| —         | Nagib Mutran Neto                 | PMDB      | 30 de outubro de 2012   | 7 de novembro de 2012   | Presidente da Câmara Municipal assume interinamente após afastamento de prefeito e vice |
| —         | Maurino Magalhães de Lima         | PR        | 7 de novembro de 2012   | 31 de dezembro de 2012  | Prefeito eleito reassume funções                                                        |
| 38        | João Salame Neto                  | PMDB      | 1º de janeiro de 2013   | 4 de maio de 2016       | Prefeito eleito                                                                         |
| —         | Luiz Carlos Pies                  | PT        | 4 de maio de 2016       | 6 de agosto de 2016     | Vice-prefeito eleito assume funções após afastamento do prefeito                        |
| —         | João Salame Neto                  | PMDB      | 6 de agosto de 2016     | 31 de dezembro de 2016  | Prefeito eleito reassume funções                                                        |
| 39        | Sebastião Miranda Filho           | PTB       | 1º de janeiro de 2017   | 31 de dezembro de 2024  | Prefeito eleito                                                                         |
| 40        | Antonio Carlos Cunha Sá           | PL        | 1° de janeiro de 2025   | Em Exercício            | Prefeito Eleito                                                                         |

## Legenda
| cor   | significado                                                                                 |
| Verde | mandatários eleitos por votação direta                                                      |
| Bege  | mandatários nomeados diretamente pelo governo estadual ou eleitos indiretamente pela câmara |
| Azul  | Assumiram interinamente                                                                     |